# Lachesis stenophrys
Lachesis stenophrys es una serpiente venenosa que pertenece a la subfamilia de víboras de foseta. Se encuentra en América Central y el norte de América del Sur. El nombre científico específico es derivado de las palabras  griegas stenos y  ophrys, que significan "estrecho" y "frente" o "cejas". No se reconocen subespecies en la actualidad.

## Nombres comunes
Bocaraca de javillo, cascabel muda, cascabela muda, ija, mapaná, matabuey, mazacuata, toboa real, verrugosa. 
 En inglés: Central American Bushmaster, bushmaster.

## Descripción
Adultos suelen crecer hasta más de 200 cm y pueden alcanzar un tamaño superior a 330 cm. Ditmars (1910) registró un espécimen de Costa Rica que medía 348,7 cm. Existen muchos informes de especímenes aún más grandes, pero éstos no han sido bien documentados. Solórzano (2004) cita registros históricos que ponen la longitud máxima en 360 cm. La especie tiene una cabeza redondeada, no muy ancha, y un hocico que no es elevado. Por lo general, la especie tiene una cresta medio-dorsal pronunciada que es especialmente distinta en la parte trasera del cuerpo.
El patrón de color es más oscuro que el de L. muta. Tiene un color de fondo que puede variar de amarillo-grisáceo, marrón claro amarillento o marrón claro rojizo. El cuerpo tiene 23-29 rombos dorsales con bordes más oscuros, a veces con manchas negras dispersas. El vientre tiene un color blanco o crema con grupos irregulares de manchas oscuras en la parte trasera del cuerpo. Tiene 33-38 (35 generalmente) filas de escamas dorsales a medio cuerpo.

## Distribución geográfica
En Centroamérica se encuentra en las tierras bajas del Atlántico del sur de Nicaragua, en Costa Rica y Panamá, así como las tierras bajas del Pacífico del centro y el este de Panamá. En Sudamérica ocurre en las tierras bajas del Pacífico de Colombia y el noroeste de Ecuador, la costa caribeña del noroeste de Colombia y tierra adentro en los valles del río Magdalena y río Cauca. La localidad tipo dado es "Sipurio", (Provincia de Limón, Costa Rica), cuya ubicación geográfica aproximada es 09°32'00" Norte, 82°55'00" Oeste.

## Hábitat

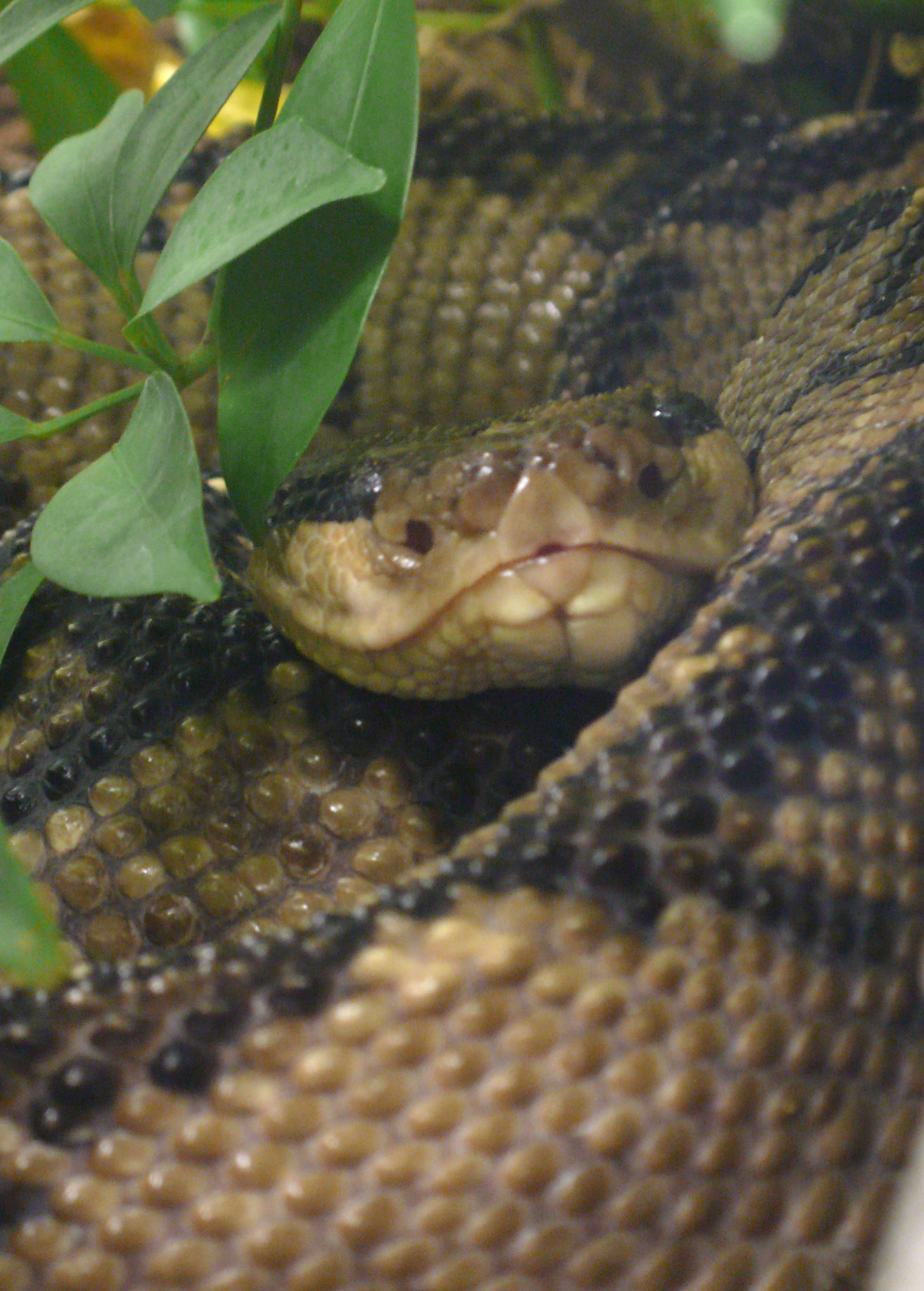
Lachesis stenophrys.

Ocurre en selva tropical y bosque húmedo pre-montano con una precipitación anual de 2.000-4.000 mm y una altitud de 1-1000 m s. n. m. En las zonas más secas de Nicaragua, se puede encontrar en bosque de galería, así como en bosques estacionalmente secos en la cercanía de un cuerpo de agua permanente. Es raro que esta especie se encuentre fuera de bosque primario.

## Comportamiento
Lachesis stenophrys es una serpiente terrestre y principalmente nocturna. En general, se esconden durante el día debajo de árboles caídos. Sus presas consisten principalmente de pequeños mamíferos y a veces pájaros. 
Por lo general no son agresivos, aunque los machos son irritables durante la temporada del apareamiento, cuando entran en combates rituales durante el día. Son ovíparos (no se conoce el tamaño de la nidada).

## Veneno
Lachesis stenophrys tiene un veneno muy potente con factores proteolíticas, hemorrágicas, y miotóxicos, y posiblemente factores neurotóxicos. El envenenamiento de seres humanos ocurre con alguna frecuencia, y es a menudo rápidamente fatal. Los síntomas de envenenamiento (incluso por ejemplares jóvenes) incluyen dolor inmediato, pulso acelerado, hinchazón que progresa rápidamente, entumecimiento, choque, vómitos, diarrea, dolores musculares punzantes, y dificultad respiratoria.

## Taxonomía
Campbell y Lamar (2004) reconocen también una cuarta especie, L. acrochorda (García, 1896), que McDiarmid et al. (1999) considera como sinónimo de L. stenophrys. Campbell y Lamar se refieren a ella como "Chocoan bushmaster" (cascabel chocoano) y definen su área de distribución como el oeste de Panamá y el noroeste de Colombia.